# 相模原納涼花火大会
相模原納涼花火大会（さがみはらのうりょうはなびたいかい）は、神奈川県相模原市中央区水郷田名で毎年主に8月最終土曜日に開催される花火大会。

## 歴史
1951年に水郷田名の復興を願って行われた田名煙火大会が前身で、毎年旧盆で開催されるようになる。1971年から相模原市が主催者となって第1回大会が行われている。神奈川県内では「あつぎ鮎まつり大花火大会」（毎年8月第1土曜日、厚木市・海老名市の相模川河畔、約1万発）、「よこすか開港祭開国花火大会」（毎年10月、横須賀市横須賀港周辺、約1万発）、「神奈川新聞花火大会」（2017年以降休止、約8,000発）と並ぶ県北最大級の花火大会であった。
しかし2006年以降は、以前の7月30日から8月最終土曜日に開催日が変更になった。これは2006年に合併編入した旧相模湖町で「さがみ湖湖上祭花火大会」が毎年8月1日に開催されており、同大会会場（相模湖）が合併により同じく相模原市となったことで、同市内での花火大会開催の競合を回避する目的で日程を変更している。
2008年は当初8月30日に開催される予定だったが、相模川が大雨の影響で増水していた為、会場の河川敷は危険との判断で中止となった。しかし、再開催を望む市民の声に応え、11月1日に開催された。
2011年は東日本大震災を考慮して中止された。
2018年は台風20号の影響（相模川の増水による打ち上げ場所の消失や会場の破損）により中止となった（2008年の様な再開催もなし）。
2019年は安全性と近隣行事との兼ね合いにより、7月15日（海の日）へ日程変更のうえで実施された。
2020年は新型コロナウイルス感染症（COVID-19）拡大の影響により中止となった。代替として前年の令和元年東日本台風で被災し荒廃した相模川河川敷の整備を目的にクラウドファンディング「さがみはら元気花火エイド」を実施。三密を避けたシークレットの花火を複数回相模原市内で打ち上げ、集まった資金で河川敷の整備を行った。翌2021年もCOVID-19の影響による中止となった。
2022年は感染対策を行った上で開催規模を縮小、入場者数の制限をしたうえで、3年ぶりに花火大会を実施。
2023年は制限を緩和し、第50回大会を実施した。

## テレビ・ラジオ放送
- テレビはJ:COM 相模原・大和で生放送（2008年）。
- ラジオはエフエムさがみで特別番組「花火エフエム!ドリームウェーブ」を放送。パーソナリティは藤林弘之。次に打ち上がる花火の種類など会場のアナウンスがそのままラジオでも放送されるほか、打ち上げ中を除いて随時駐車場の混雑状況や現地周辺の渋滞情報も放送されている。

## アクセス
路線バス
- JR横浜線相模原駅南口より、神奈中・水郷田名行（相17系統）に乗車し終点下車、徒歩5分
- JR横浜線淵野辺駅南口（淵53系統）、JR相模線上溝駅（淵53系統）または原当麻駅（当02系統）、横浜線・相模線・京王相模原線橋本駅南口（橋06・橋57・橋59系統、ただし、橋06系統は1日4本と本数僅少）より、神奈中・田名バスターミナル行に乗車し終点下車、徒歩15分
  - ただし、開催当日については相模原駅発の水郷田名行は、14時頃から途中の田名バスターミナルより先は区間運休となり、最終バスまで同所で折り返し運転が実施される。また、会場付近を通過する田名バスターミナル発半原行（田01系統）は、以前は高田橋を渡った対岸の愛川町側の小沢（こさわ）停留所を起終点として運行されていた[5]が、2022年は通常通り田名バスターミナル起終点で運行される。
  - また、開催当日は淵野辺駅からは通常30分程度で到着するところ、周辺道路の混雑により2時間程度かかることが予想されるため、各駅から15時頃までに路線バスに乗車しないと開始までに到着できない場合があるので、早めの来場を呼び掛けている[6]。
- 大会終了後は、路線バスは田名バスターミナルを起終点とする折り返し運転が行われるため、バス停まで上り坂を徒歩で移動する必要がある。また、周辺の道路渋滞で各鉄道駅への到着が大幅に遅延する可能性があるため、場合によってはJR相模線上溝駅（徒歩60分程度）や番田駅（徒歩50分程度）へ徒歩で移動することも選択肢となっている[7]。

マイカー
- 当日は、河川敷に臨時駐車場が設置される。駐車券は事前にプレイガイド（楽天チケット・セブンチケット・ローソンチケット・イープラス）で販売され、1枚3,000円となっている。11時から17時30分まで入場可能で、17時30分以降は駐車券を持っていても入場が出来なくなる[6]。
- カーナビゲーションシステムの目的地入力では「相模原市中央区水郷田名四丁目10-1」（会場に一番近い目印になる建物で、特設駐車場入口近くにあるマンションの住所）を設定するよう、大会ホームページで案内している[8]。
- 例年、花火大会終盤から終了時にかけて、出口および周辺道路の大渋滞が発生するため、駐車場からの退出に2、3時間程度かかることが想定されている。このため、退出に際しては2か所の出口により時間制限を設ける場合がある[6]。
  - A出口：愛川町、厚木市方面 - 神奈川県道54号相模原愛川線・高田橋交差点に接続し、左折で退出する
  - B出口：相模原市内、国道16号方面 - 県道54号・水郷田名団地交差点に接続し、右折で退出する
- 2025年は過去に仮設されていた以下の臨時駐車場・出口は設置されない。
  - C出口：国道129号、首都圏中央連絡自動車道相模原愛川インターチェンジ、横浜方面 - 望地弁天キャンプ場を経て、東京都道・神奈川県道48号鍛冶谷相模原線・田名ホーム付近に接続する。この出口は駐車場として臨時で整地した望地弁天沖の中州に仮設で設置される橋があり、接続する道路も県道48号に出るまで道幅が狭い。歩道やガードレールもなく、危険防止のため歩行者は通行しないように呼びかけていた[6][9]。

オートバイ、自転車
- 自転車・250cc未満の自動二輪車が駐輪可能な無料駐輪場が、田名小学校および相模川ふれあい科学館に臨時に設置される。